# Giornata della lingua spagnola nelle Nazioni Unite
La giornata della lingua spagnola nelle Nazioni Unite è una ricorrenza istituita dal Dipartimento dell'informazione pubblica delle Nazioni Unite nel 2010 «per celebrare anche il multilinguismo e la diversità culturale, per promuovere un uso uguale di tutte le sei lingue ufficiali in tutta l'Organizzazione».
Si celebra il 23 aprile, data scelta per celebrare lo scrittore Miguel de Cervantes, morto in questa data nel 1616, che ha contribuito in modo significativo allo sviluppo della lingua spagnola.
Nel 2010 è stata celebrata il 12 ottobre, giorno in cui si celebra la festa nazionale spagnola.
È da ricordare che nella stessa data morirono William Shakespeare (ed è per questo che il 23 aprile si celebra anche la giornata della lingua inglese nelle Nazioni Unite) e il peruviano inca Garcilaso de la Vega.
La ricorrenza si celebra nelle Nazioni Unite, in Spagna e in vari Stati dell'America Latina per valorizzare la lingua spagnola e la cultura ispanica nel mondo.